# Adolfo Suaza
Adolfo Antonio Suaza Leguizamo o Adolfo Suaza (Nació el 26 de abril de 1952 en Algeciras Huila  y murió el 30 de julio de 2023 en la La Plata, Huila). Fue un pintor hiperrealista colombiano, conocido por su original representación del paisaje rural de Colombia.

## Biografía
De origen campesino y familia numerosa, pasó su niñez y adolescencia en los campos del municipio de Algeciras, luego en 1980 viajó a Bogotá a iniciar estudios de abogacía. A pesar de haber iniciado la carrera en la facultad de Derecho en la Universidad Santo Tomas de Aquino en Bogotá, pronto descubrió que su verdadera vocación y pasión residía en el arte. Desde los 5 años de edad, Adolfo Suaza mostró su talento para la pintura y la tauromaquia. En 1986 Bogotá entabló amistad con el famoso pintor David Manzur, quien lo motivó para se dedicará a la pintura.

## Muerte
Desde el año 2009, el maestro Suaza había enfrentado problemas cardíacos, habiendo experimentado múltiples infartos que eventualmente llevaron a la necesidad de implantarle un marcapasos para regular su ritmo cardíaco. Sin embargo, sufrió un Infarto agudo de miocardio el sábado 30 de julio de 2023, mientras caminaba rumbo al Santuario de la Virgen de Aránzazu a pocos kilómetros del municipio de La Plata Huila.

## Obra
Su obra giraba en torno a la representación del paisajismo campesino de Colombia, en especial de los campos del Departamento del Huila. Suaza es recordado por su estilo “Costumbrista hiperrealista”, con maestría increíble pintaba con orgullo la belleza rural de los paisajes de su natal tierra. Sus cuadros basados en lugares reales, representaban antiguos entornos típicos y campesinos huilenses como si fueran imágenes fotográficas, imprimiendo siempre espiritualidad y llevando al espectador a un total relax.
Sus cuadros pintados al óleo de caracterizaban por incluir como elementos viejas casas de fincas, haciendas o pequeños pueblos del sur colombiano, arquitectura con paredes de barro o adobe, tapias de piedras, cercos de guadua, techos de láminas de zinc, ventanas de madera, entradas con jardines y entornos con frondosos árboles de la típica naturaleza de Colombia. Predominaban los tonos claros como el azul y blanco de sus cielos que contrastaban con los rojos o naranjas de los zócalos de las paredes de las viviendas y los colores cálidos de sus flores.
Aunque el tema principal de su obra pictórica fueron los paisajes, también incursionó en el género de los bodegones. En estas obras, destacaba la presencia de frutas y productos típicos de la región huilense, así como aves, ollas de cerámica y jarrones esmaltados. Estos elementos solían estar representados en entornos de fogones de leña antiguos, evocando las cocinas de las abuelas campesinas.
Con este enfoque, el artista lograba transmitir una sensación de pertenencia, tradición y arraigo a la cultura local, capturando la esencia de la vida rural y su conexión con la naturaleza y la historia del sur de Colombia.
Las pinturas paisajistas de Suaza han participado en muestras colectivas de arte en México, España, Argentina, Brasil, Canadá, Perú y Estados Unidos entre otros.

## Logros
- 2009 - "Reconocimiento", Fondo Mixto de cultura del Huila, Neiva - Colombia.[10]
- 2017 - "Homenaje", Secetaría de Cultura del Huila, Museo de Arte Contemporáneo del Huila durante el Primer Festival internacional de Arte sin Fronteras por la paz, Neiva - Colombia.[11][12]
- 2020 - "Homenaje", Universidad Surcolombiana, Neiva - Colombia.
- 2023 - "Reconocimiento", Cobaes, Culiacán - México